# Wolfgang Kohlbach
Wolfgang Kohlbach (* 6. Juli 1953 in Oederan) ist ein deutscher Zahntechnikermeister und Autor aus Kronberg im Taunus.

## Leben
Er ist seit 2007 Mitglied im wissenschaftlichen Beirat des 'Kuratoriums perfekter Zahnersatz' des Verbandes deutscher Zahntechniker-Innungen. Einige seiner Arbeiten sind als Video veröffentlicht.
Er verfasst Zeitschriftenartikel, darunter 2009 einen Artikel zu einem Fallbeispiel Keramik im Magazin dental dialogue.

## Auszeichnungen
- 2000: Dental Explorer erhielt den Deutschen Multimedia Award in der Kategorie „Business to Business - CD-ROM“[2]
- 2010: Dental Explorer 3D erhielt den Corporate Media Master Award in den Kategorien „Mediengestützte Kommunikationskonzepte“ und  „Beste 3D / HD-Lösung“[3]

## Schriften
- mit Jochen Fanghänel und Zeichnungen von Frank Bastian: Anatomie der Zähne und des kraniofazialen Systems. Quintessenz, Berlin 2003, ISBN 3-93894-762-4.
- dazu das Übungsbuch: Deskriptive Anatomie der Zähne und des kraniofazialen Systems (mit Jochen Fanghänel und Thomas Koppe) .Quintessenz, Berlin 2007, ISBN 3-87652-307-9.

## CD-Rom
- Dental Explorer, Quintessenz, Berlin 1999, ISBN 3-87652-933-6
- Dental Explorer 3D, Quintessenz, Berlin 2011, ISBN 3-93894-782-9